# Валброна
Валбро̀на (на италиански: Valbrona; на ломбардски: Valbreuna, Валбрьона) е община в Северна Италия, провинция Комо, регион Ломбардия. Административен център на общината е село Майсано (Maisano), което е разположено на 494 m надморска височина. Населението на общината е 2626 души (към 2017 г.).